# 方文墨
方文墨（1984年9月14日—），男，汉族，黑龙江哈尔滨人，中华人民共和国工程师，沈阳飞机工业（集团）有限公司钳工、高级技师，航空工业首席技能专家，中华全国青年联合会副主席。根據新華社報導，方文墨創立的「方文墨班」手工打磨的戰機零件能達到0.00068毫米公差的精度。